# Leposoma
Leposoma – rodzaj jaszczurek z rodziny okularkowatych (Gymnophthalmidae).

## Zasięg występowania
Rodzaj obejmuje gatunki występujące endemicznie w Brazylii. 

## Systematyka

### Etymologia
Leposoma: gr. λεπος lepos „łuska”; σωμα sōma, σωματος sōmatos „ciało”.

### Podział systematyczny
Do rodzaju należą następujące gatunki: 
- Leposoma annectans Ruibal, 1952
- Leposoma baturitensis Rodrigues & Borges, 1997
- Leposoma nanodactylus Rodrigues, 1997
- Leposoma puk Rodrigues, Dixo, Pavan & Verdade, 2002
- Leposoma scincoides Spix, 1825
- Leposoma sinepollex Rodrigues, Texeira, Recoder, Dal Vechio, Damasceno & Machado-Pellegrino, 2013